# Albinas Januška
Albinas Januška (ur. 2 czerwca 1960 w rejonie orańskim) – litewski dyplomata i polityk, od 1990 do 1992 poseł na Sejm Republiki Litewskiej.

## Życiorys
Po ukończeniu szkoły w Trokach w 1978 roku, studiował na Uniwersytecie Wileńskim w latach 1978–1980 oraz na Uniwersytecie Leningradzkim w latach 1980–1983. W latach 1983–1990 był pracownikiem naukowym w Instytucie Enzymologii Stosowanej.
W latach 1990–1992 był posłem na Sejm Litwy, jednym z sygnatariuszy aktu przywrócenia państwa Litewskiego. Od 1992 roku pracował w Ministerstwie Spraw Zagranicznych Litwy, od 1993 do 1998 – wiceminister, a następnie – ambasador. W latach 1998–2003 był doradcą Prezydenta Republiki Litewskiej ds. bezpieczeństwa narodowego i polityki zagranicznej.
W latach 2004–2006 był sekretarzem w Ministerstwie Spraw Zagranicznych, a od 2006 roku doradcą Prezesa Rady Ministrów.
Członek ruchu społeczno-politycznego „Sąjūdis”, a od 1989 roku należy do Partii Socjaldemokratycznej Litwy.

## Odznaczenia
- Krzyż Komandorski Orderu Witolda Wielkiego
- Medal Niepodległości Litwy
- Krzyż Komandorski Orderu Zasługi Rzeczypospolitej Polskiej (Polska, 1997)[4]
- Order Księcia Jarosława Mądrego II klasy (Ukraina, 1998)[5]
- Krzyż Komandorski z Gwiazdą Orderu Zasługi Rzeczypospolitej Polskiej (Polska, 1999)[6]
- Order Krzyża Ziemi Maryjnej II Klasy (Estonia, 2004)[7]